# Alois Kraml
Alois Kraml (24. srpna 1922 Praha – 25. února 1987) byl český malíř. Věnoval se krajinomalbě, část své tvorby věnoval hornické tematice. Počátkem 70. let se přestěhoval z Hradce Králové do Hamernice v Orlických horách.